# Nesillas aldabrana
Nesillas aldabrana é uma espécie extinta de ave passeriforme que era endêmica do atol de Aldabra, em Seicheles. Foi descrita cientificamente por Benson e Penny em 1968.